# الدوري التشيكوسلوفاكي 1947–48
الدوري التشيكوسلوفاكي 1947–48 هو الموسم 42 من الدوري التشيكوسلوفاكي ‏. أشرف على تنظيمه اتحاد جمهورية التشيك لكرة القدم، وكان عدد الأندية المشاركة فيه 11، وفاز فيه سبارتا براغ.